# Biełaja Kalitwa
Biełaja Kalitwa (ros. Белая Калитва) — miasto w Rosji, administracyjne centrum rejonu w obwodzie rostowskim.
Osada została założona w 1703 roku w granicach Carstwa Rosyjskiego. W 1958 osada otrzymała prawa miejskie.